# Friedrich Engel (Mathematiker)

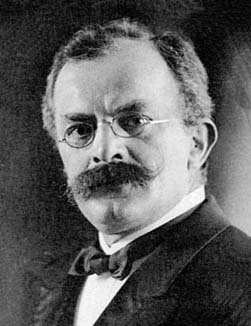
Friedrich Engel, etwa 1910

Friedrich Engel (* 26. Dezember 1861 in Lugau; † 29. September 1941 in Gießen) war ein deutscher Mathematiker.

## Leben
Engel war der Sohn des evangelisch-lutherischen Pastors Moritz Robert Engel und besuchte das Gymnasium in Greiz. Ab 1879 studierte er an der Universität Leipzig, an der er 1883 bei Adolph Mayer promoviert wurde (Zur Theorie der Berührungstransformationen). Er studierte auch an der Universität Berlin. Einer seiner Lehrer in Leipzig, Felix Klein, empfahl Engel an seinen Freund Sophus Lie, um diesen bei der Ausarbeitung bzw. Ausformulierung seines Werks über „kontinuierliche Transformationsgruppen“ (heute als Lie-Gruppen bezeichnet) zu unterstützen. Lie selbst hatte stets Schwierigkeiten bei der Ausformulierung seiner intuitiv gefassten geometrischen Ideen in analytischer Form, und beide ergänzten sich gut. Engel arbeitete mit Lie 1884/85 in Oslo (damals Christiania) und kehrte mit ihm 1886 nach Leipzig zurück, wo Lie die Nachfolge von Klein als Professor antrat. Ihr dreibändiges Werk über Transformationsgruppen erschien 1888–1893. Später war Engel Herausgeber der gesammelten Abhandlungen Lies. 1885 habilitierte sich Engel in Leipzig und wurde dort Privatdozent, 1889 außerordentlicher Professor und 1899 ordentlicher Honorarprofessor. 1904 wurde er als Nachfolger seines Freundes Eduard Study ordentlicher Professor an der Universität Greifswald und 1913 an der Universität Gießen, was er bis zu seiner Emeritierung 1931 blieb. Er war aber auch danach noch wissenschaftlich aktiv.
1931 veröffentlichte er mit seinem Doktoranden Karl Faber das Buch Die Lie’schen partiellen Differentialgleichungen 1. Ordnung (ein Projekt, das Lie plante, aber nicht mehr ausführen konnte).
Engel verhalf Hermann Graßmann zu Anerkennung, indem er dessen sämtliche Werke herausgab, und machte Nikolai Iwanowitsch Lobatschewski durch die Übersetzung seiner Schriften aus dem Russischen ins Deutsche bekannt. Mit Paul Stäckel gab er eine Urkundensammlung zur Vorgeschichte der Nichteuklidischen Geometrie heraus (Die Theorie der Parallellinien von Euklid bis auf Gauß, 1895) und veröffentlichte neben den Arbeiten von Lobatschewski auch andere Urkunden zur Nichteuklidischen Geometrie (Teubner, ab 1898) wie von János Bolyai und seinem Vater Farkas Bolyai. Engel selbst befasste sich unter anderem mit partiellen Differentialgleichungen erster Ordnung, Berührungstransformationen und endlichen kontinuierlichen Gruppen, dem Pfaffschen Problem (siehe Johann Friedrich Pfaff) und Systemen Pfaffscher Formen, Flächentheorie, Invariantentheorie von Differentialgleichungen, Flächentheorie und der allgemeinen Integration des n-Körperproblems in der Mechanik.
Er war in Briefwechsel mit Wilhelm Killing und war an der Euler-Gesamtausgabe beteiligt.
1910 war er Präsident der Deutschen Mathematiker-Vereinigung. Der Satz von Engel, der die endlichdimensionalen, nilpotenten Lie-Algebren charakterisiert, ist mit seinem Namen verbunden.
Er war Mitglied der Sächsischen, Norwegischen, Russischen und Preußischen Akademie der Wissenschaften, Ehrendoktor in Oslo und Empfänger der Lobatschewski-Goldmedaille in Kasan.